# Hage Geingob

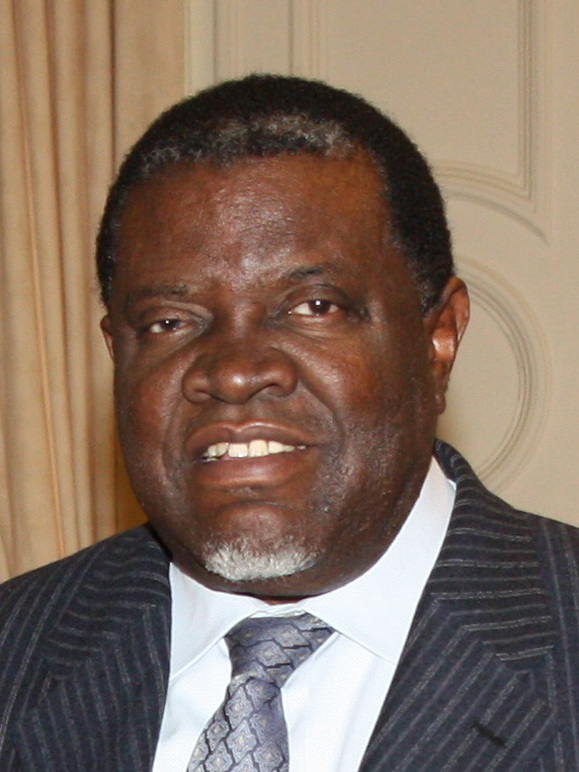
Hage Geingob (2011)

Hage Gottfried Geingob (* 3. August 1941 in Otjiwarongo, Südwestafrika; † 4. Februar 2024 in Windhoek) war ein namibischer Politiker (SWAPO) und vom 21. März 2015 bis zu seinem Tod Präsident Namibias. Geingob, der dem Volk der Damara angehörte, war von März 1990 bis August 2002 der erste Premierminister des Landes und gilt als Mitbegründer des unabhängigen Namibia. Geingob war seit dem 29. November 2007 Vize-Präsident der SWAPO und vom 8. April 2008 bis zum 4. Dezember 2012 Handels- und Industrieminister. Seitdem war er bis zum 21. März 2015 erneut Premierminister. Er wurde 2007 Vizepräsident der SWAPO und am 1. Dezember 2012 in diesem Amt bestätigt. Ab dem 27. November 2017 war er Präsident der SWAPO.

## Leben

### Karriere

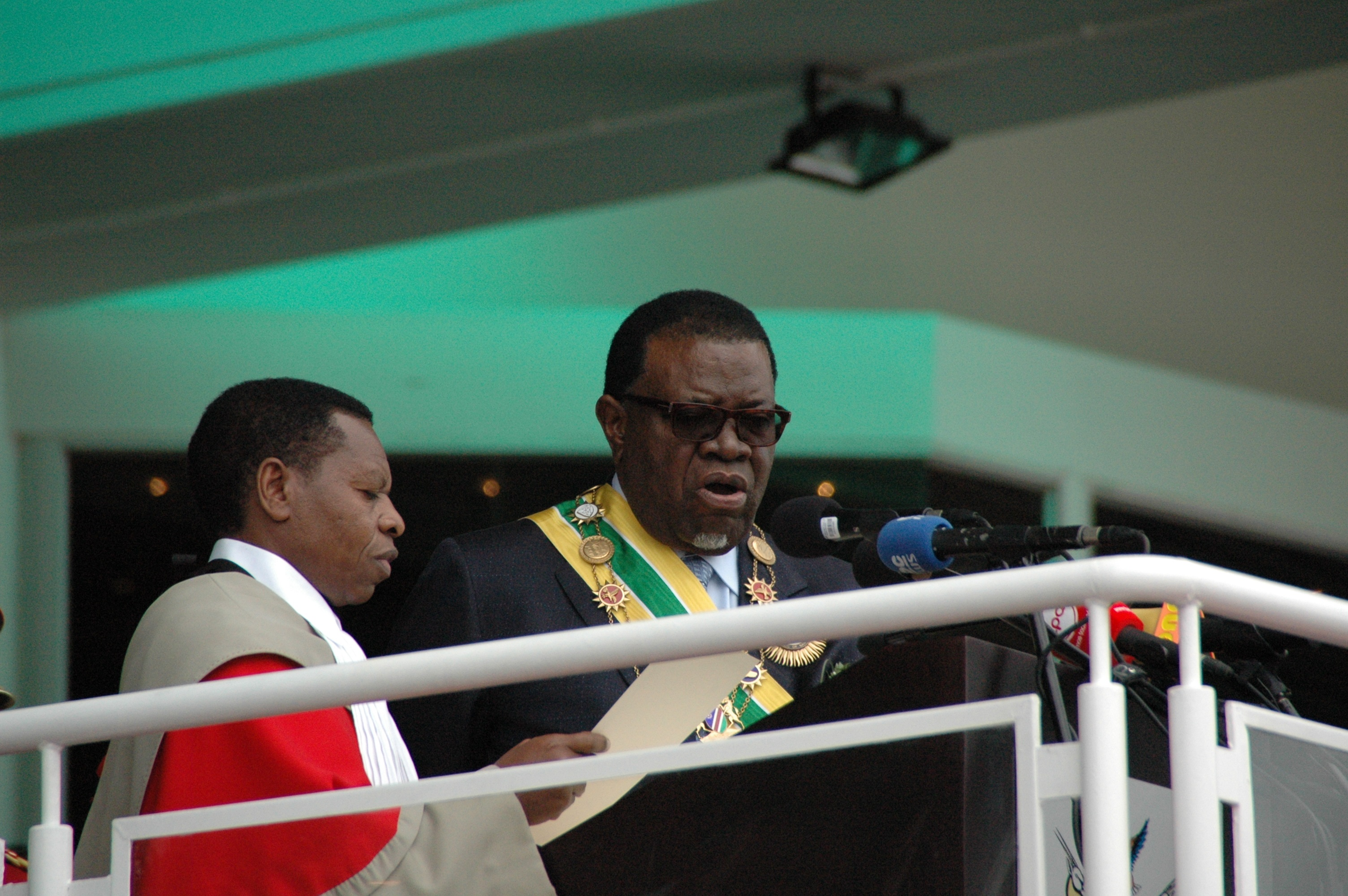
Geingob bei seiner Vereidigung zum Staatspräsidenten (2015)

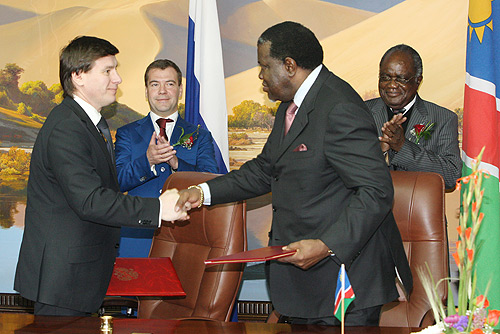
Hage Geingob (Mitte rechts) bei der Unterzeichnung eines Abkommens 2009 mit der Russischen Föderation

Nach einer Ausbildung zum Schullehrer ging Geingob für ein Master- und Promotionsstudium der Politikwissenschaften in die Vereinigten Staaten. Geingob war von 1963 bis 1964 ein Repräsentant der neu gegründeten SWAPO im namibischen Nachbarland Botswana und 1964 bis 1971 bei den Vereinten Nationen in New York. Ab 1969 war er Mitglied des Zentralkomitees und des Politbüros der SWAPO. 1975 war er Gründungsmitglied des in Lusaka entstandenen United Nations Institute for Namibia, von 1975 bis 1989 war er dessen Direktor.
Geingob kehrte 1989 als Leiter des SWAPO-Wahlkampfteams nach Namibia zurück und hatte als Vorsitzender der Verfassungsgebenden Versammlung maßgeblichen Einfluss auf die Gestaltung der Verfassung Namibias. Geingobs Amtszeit als Premierminister war gekennzeichnet von einer Entwicklung einer Politik der demokratischen Glaubwürdigkeit und der erfolgreichen Einführung des neu gegründeten öffentlichen Dienstes in Namibia, zusammen mit Ministerien und anderen Regierungsbehörden.
2004 schloss Geingob seine Doktorarbeit ab und erhielt einen PhD der University of Leeds.
Geingob war seit dem 29. November 2007 Vize-Präsident der SWAPO und war von 2008 bis 2012 Handels- und Industrieminister Namibias, ehe er am 4. Dezember 2012 im Zuge einer umfassenden Regierungsumbildung erneut Premierminister wurde.
Bei der Präsidentschaftswahl am 28. November 2014 wurde Geingob mit 86,73 Prozent der Stimmen zum dritten Präsidenten Namibias gewählt. Es war das höchste Wahlergebnis in der Geschichte der namibischen Präsidentschaftswahlen. Am 21. März 2015 wurde Geingob vereidigt. Bei der Präsidentschaftswahl am 27. November 2019 erhielt er 56,3 Prozent der Stimmen, das bis dato schlechteste Wahlergebnis einer Präsidentschaftswahl, und war damit für eine zweite Amtszeit gewählt. 
Zuletzt litt sein Ansehen in der Öffentlichkeit. Die erhofften Fortschritte beim Kampf gegen Arbeitslosigkeit und Wirtschaftskrise blieben aus. Ihm wurden mögliche Verwicklungen in einen Korruptionsfall rund um die Vergabe von Fischereirechten an ein isländisches Unternehmen vorgeworfen (siehe Fishrot).
Geingob blieb trotz seiner Krebserkrankung bis zu seinem Tod Präsident.

### Privates
Geingob war seit dem 14. Februar 2015 in dritter Ehe mit der 35 Jahre jüngeren Unternehmerin Monica Geingos (geborene Kalondo) verheiratet. Geingob hatte fünf Kinder. Anfang 2024 gab er eine Krebserkrankung bekannt, an deren Folgen er am 4. Februar desselben Jahres verstarb.
Er wurde nach einer öffentlichen Trauerfeier am 24. Februar 2024, am 25. Februar 2024 auf dem Heldenacker in Windhoek in einem Präsidenten-Mausoleum beigesetzt. Den Feierlichkeiten wohnten 18 Staatsoberhäupter bei, darunter der deutsche Bundespräsident Frank-Walter Steinmeier.

## Auszeichnungen
Am 16. Februar 2024 wurde Geingob der Heldenstatus verliehen.

### Orden
- 1980: Ordre des Palmes Académiques (Offizier) der französischen Regierung
- 1987: Ongulumbashe-Medaille der SWAPO für Tapferkeit und außerordentliche Dienste
- 1994: Zweithöchster Orden der Republik Kuba
- 1994: Most Brilliant Order of the Sun der namibischen Regierung für herausragende politische Führungsleistungen
- 2012: Crans Montana Forum’s Prix de la Foundation for Exceptional Leadership
- Carlos Manuel de Cespedes, Awarded the Order of the Sun 1st, Kuba
- 2015: Order of the Most Ancient Welwitschia mirabilis – höchste Auszeichnung Namibias
- 2023: José-Martí-Orden, Kuba[8]; postum an seine Ehefrau im Februar 2024 übergeben[9]

### Akademische Titel
- 1994: Dr. jur. (h.c.) durch das Columbia College, Chicago, USA
- 1995: Dr. jur. (h.c.) durch die University of Delhi, Indien
- 1997: Dr. jur. (h.c.) durch die University of Namibia, Windhoek, Namibia
- 1998: Doctorate of Humane Letters (DHL) (h.c.) durch die Amerikanische Universität Rom, Italien
- 2004: PhD durch die University of Leeds, England
- 2015: Doctorate of Humane Letters (h.c.), Fordham University, New York, Vereinigte Staaten[10]

### Sonstige Auszeichnungen
- 2015: African Political Leader of the Year Award, Vereinigte Staaten[10]
- 2017: African Excellence Gender Award, Afrika[11]
- 2023: Lifetime Achievement Award, African Energy Chamber (AEC), Südafrika[12]
- 2023: African Presidential Green Infrastructure Investment Statesman of the Year Award

### Ehrungen
Nach Hage Geingob sind Straßen in diversen Ortschaften Namibias (u. a. in Outjo) sowie eine Straße in der sambischen Hauptstadt Lusaka benannt. Das nationale Rugbystadion in Windhoek, das Hage-Geingob-Stadion, trägt seinen Namen. Posthum wurde eine Autobahn zwischen Windhoek und dem Hosea Kutako International Airport, die Nationalstraße B9, in Dr. Hage Geingob Freeway umbenannt.
Im Januar 2025 wurde die Ausgabe einer Gedenkbanknote des Namibia-Dollars zu Ehren des verstorbenen Staatspräsidenten bekanntgegeben.

## Filme
- Geingob – Man Of The Hour. Windhoek 2015, 60 Minuten.